# Landtagswahl in Hessen 1950
- SPD: 47
- CDU: 12
- FDP: 21

Bei der Landtagswahl in Hessen am 19. November 1950 gewann die SPD leicht hinzu und konnte begünstigt vom Wahlrecht mit 44,4 % der Stimmen die absolute Mandatsmehrheit erreichen. Die CDU verlor stark und die FDP (für die auch BHE-Mitglieder antraten) wurde zum ersten und bislang einzigen Mal zweitstärkste Kraft im Landtag. Die KPD schied aus dem Landtag aus. Die Wahl fand am gleichen Tag wie die Landtagswahl in Württemberg-Baden 1950 und eine Nachwahl im Bundestagswahlkreis Arnsberg – Soest statt.

## Ausgangslage
Nach der Landtagswahl 1946, bei der die SPD stärkste Partei wurde, kam es zur Bildung einer SPD-CDU-Koalition. Ministerpräsident wurde Christian Stock (SPD). Die Koalition regierte während der gesamten Wahlperiode. Eine rechnerisch mögliche SPD/KPD-Koalition wurde von der SPD nicht in Erwägung gezogen.

## Wahlrecht
Nachdem 1946 die 90 Landtagsabgeordneten nach Verhältniswahl gewählt wurden, galt für die Landtagswahl ein Wahlsystem, das die stärkste Partei stark begünstigte. Eine ähnliche Regelung galt bei der Landtagswahl in Schleswig-Holstein 1950 und bei der Bürgerschaftswahl in Hamburg 1953. Der Landtag hatte nur noch 80 Mitglieder, wovon 48 nach Mehrheitswahl und 32 über Landeslisten gewählt wurden. In jedem der 48 Wahlkreise war der Bewerber mit den meisten Stimmen gewählt. Es konnten Landeslisten von Parteien zugelassen werden, für die in allen Wahlkreisen ein Direktkandidat antrat. Jeder Direktkandidat, der nicht für eine im Landtag vertretene Partei antrat, benötigte 300 Unterstützungsunterschriften von Wahlberechtigten des Wahlkreises.
An der Verteilung der Listensitze nahmen nur Parteien mit mindestens 5 % der Stimmen landesweit teil. Hierbei wurden bei jeder Partei folgende Stimmen berücksichtigt:
- Bei im Wahlkreis nicht gewählten Bewerbern alle ihre Stimmen,
- bei im Wahlkreis gewählten Bewerbern die nicht zur Erringung der Mehrheit erforderlichen Stimmen („Überschußstimmen“), also Stimmenvorsprung vor dem Zweitplatzierten vermindert um eins.

Auf Basis dieser Stimmen wurden die Sitze nach dem D’Hondt-Verfahren zugeteilt.

## Ergebnisse
Die Wahlbeteiligung sank gegenüber 1946 von 73,2 % auf 64,9 %.
Die Ergebnisse der Wahl:
| Partei          | Stimmen absolut | Prozent | Wahl- kreisbe- werber | Direkt- man- date | Sitze |
| --------------- | --------------- | ------- | --------------------- | ----------------- | ----- |
| Wahlberechtigte | 2.985.021       |         |                       |                   |       |
| Wähler          | 1.936.762       | 64,88   |                       |                   |       |
| Gültige Stimmen | 1.851.087       | 95,58   |                       |                   |       |
|                 |                 |         |                       |                   |       |
| SPD             | 821.268         | 44,37   | 48                    | 36                | 47    |
| FDP             | 588.739         | 31,81   | 48                    | 8                 | 21    |
| CDU             | 348.148         | 18,81   | 48                    | 4                 | 12    |
| KPD             | 87.878          | 4,75    | 48                    |                   |       |
| NDP/DRP         | 1.989           | 0,11    | 2                     |                   |       |
| HBLVP           | 1.219           | 0,07    | 1                     |                   |       |
| BVE             | 765             | 0,04    | 2                     |                   |       |
| Einzelbewerber  | 1.081           | 0,06    | 1                     |                   |       |
| Total           | 1.851.087       | 100     | 198                   | 48                | 80    |

Lediglich die vier bisherigen Landtagsparteien kandidierten in allen Wahlkreisen. NDP/DRP und der „Block der Vaterländischen Einigung“ (BVE) traten nur in einigen und die „Hessische Bauern- und Landvolkpartei“ (HBLVP) in einem einzigen Wahlkreis an. Die Namen der gewählten Abgeordneten wurden im Staatsanzeiger für das Land Hessen veröffentlicht.
Die acht auf den Wahlvorschlägen der FDP gewählten BHE-Bewerber bildeten nach der Wahl eine eigene Fraktion, von denen später einer zur SPD übertrat. Damit ergab sich folgende Sitzverteilung:
| Fraktion | 1950 | 1954 |
| -------- | ---- | ---- |
| SPD      | 47   | 48   |
| FDP      | 13   | 13   |
| CDU      | 12   | 12   |
| BHE      | 8    | 7    |
| Summe    | 80   | 80   |

## Ursachen

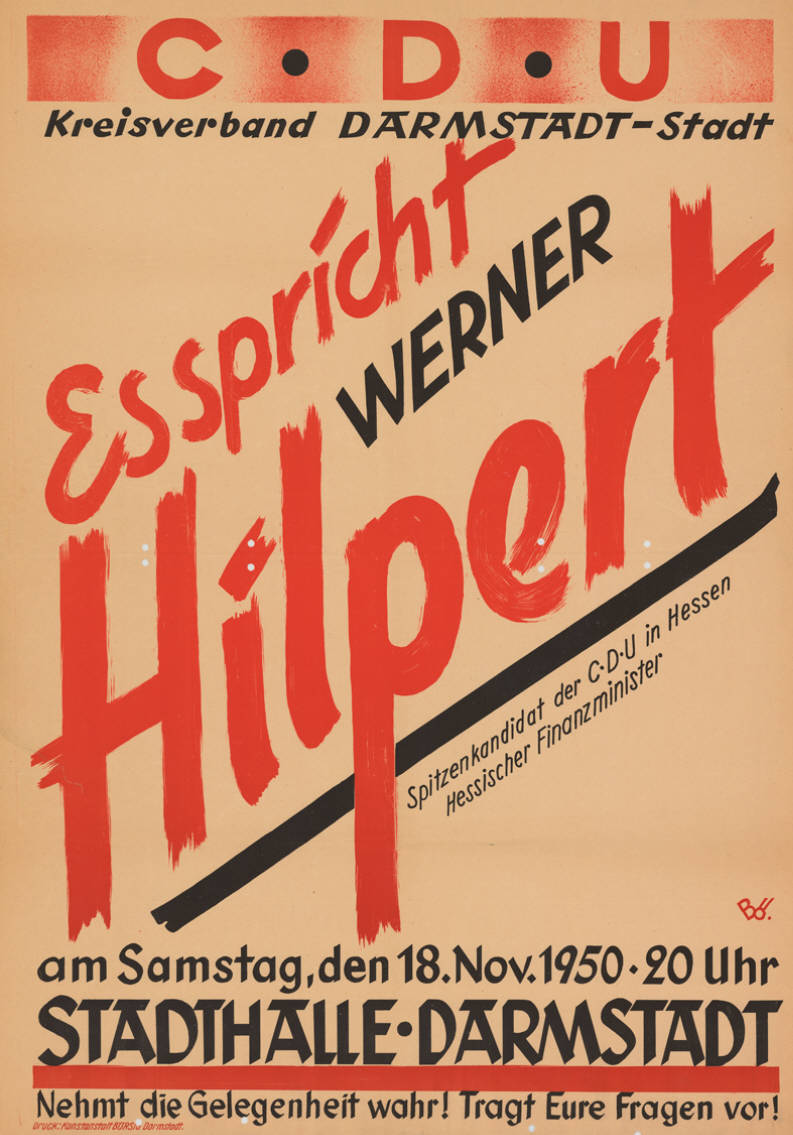
Wahlplakat der CDU

Während Konrad Adenauer und die Bundes-CDU auf eigene Mehrheiten und bürgerliche Koalitionen setzten, propagierte der hessische Landesverband die Einrichtung großer Koalitionen und orientierte sich konsequenterweise auch inhaltlich an den Positionen der SPD. Die hessische CDU galt als linker Landesverband. Schon die Frankfurter Leitsätze vom Herbst 1945, das erste Programm der CDU Frankfurt, hatten einen christlichen Sozialismus gefordert. Die Anhänger einer liberalen Wirtschafts- und Gesellschaftspolitik fanden daher eher eine Heimat bei der in Hessen als LDP auftretenden FDP. Auch protestantische, national-konservativ eingestellte Wähler zogen die FDP der CDU vor.
Die Landtagswahl 1950 spiegelte dies wider: Die CDU büßte im Vergleich zu 1946 über ein Drittel ihrer Stimmen ein und kam nur noch auf 18,8 % – die Verluste gingen größtenteils zugunsten der FDP, die das nie wieder erreichte Ergebnis von 31,8 % erzielte.
Mitbestimmend für die Wahlentscheidung waren bundespolitische Themen: die umstrittene Westintegration, die in der Darstellung der SPD auf Kosten der deutschen Einheit ging, und die Wiederaufrüstung, die im Hinblick auf den Koreakrieg intensiv diskutiert wurde. Hinzu kam der Umstand, dass der eskalierende Streit zwischen CDU und SPD in Bonn die damalige Koalition aus SPD/CDU in Wiesbaden in Frage stellte.
Die Wahlen in Hessen und Württemberg-Baden zeigten ein einheitliches Bild: Verluste von CDU und KPD, denen leichte Gewinne der SPD und starke Gewinne der Vertriebenenpartei gegenüberstanden.
Aus Sicht der CDU war die Niederlage in beiden Ländern auch eine Folge der Großen Koalition, die die Position der CDU unscharf erscheinen ließ. Die CDU in Hessen bezog in der Opposition zwangsläufig eine Gegenposition zur SPD, und auch in Württemberg-Baden wurde unter Reinhold Maier eine Regierung aus FDP und SPD gebildet und die CDU ging in die Opposition.

## Regierungsbildung
Ministerpräsident Christian Stock war gegen den Willen der SPD-Bundespartei als Spitzenkandidat auf Platz 1 der Landesliste gewählt worden. Bei der Nominierung des Ministerpräsidenten auf einer gemeinsamen Sitzung von Landtagsfraktion und erweitertem Landesvorstand der SPD am 6. Dezember 1950 setzte sich Georg August Zinn mit 47 zu 42 Stimmen gegen Stock durch. Zinn war zu diesem Zeitpunkt Bundestagsabgeordneter und bis 1949 Justizminister.
Am 14. Dezember 1950 wurde Zinn zum Ministerpräsidenten gewählt. Die neue Landesregierung, die nur aus SPD-Mitgliedern bestand, trat ihr Amt am 10. Januar 1951 an. Zinn blieb bis 1969 Ministerpräsident und die CDU bis 1987 in der Opposition.